# Paredones
Paredones è un comune del Cile della provincia di Cardenal Caro nella Regione del Libertador General Bernardo O'Higgins. Al censimento del 2002 possedeva una popolazione di 6.695 abitanti.

## Società

### Evoluzione demografica
| Censimento del 1992 | Censimento del 2002 |
| 6.622 ab.           | 6.695 ab.           |